# Horalka (rod Oreolalax)
Horalka (Oreolalax) je rod žab z čeledi pablatnicovitých (Megophryidae), který se vyskytuje v jižní Číně.

## Taxonomie
čeleď Megophryidae (Bonaparte, 1850) – pablatnicovití
- rod Oreolalax (Myers a Leviton, 1962) – horalka
  - druh Oreolalax chuanbeiensis (Tian, 1983) – horalka krytouchá
  - druh Oreolalax granulosus (Fei, Ye, a Chen In Fei, Ye, a Huang, 1991) – horalka zrnitá
  - druh Oreolalax jingdongensis (Ma, Yang, a Li In Yang, Ma, Chen, a Li, 1983) – horalka junnanská
  - druh Oreolalax liangbeiensis (Liu a Fei In Liu, Hu, a Fei, 1979)
  - druh Oreolalax lichuanensis (Hu a Fei In Liu, Hu, a Fei, 1979) – horalka čínská
  - druh Oreolalax major (Liu a Hu, 1960) – horalka žlutohnědá
  - druh Oreolalax multipunctatus (Wu, Zhao, Inger, Shaffer, 1993) – horalka kropenatá
  - druh Oreolalax nanjiangensis (Fei, Ye, Li, 1999)
  - druh Oreolalax omeimontis (Liu a Hu, 1960) – horalka omejská
  - druh Oreolalax pingii (Liu, 1943) – horalka rezavá
  - druh Oreolalax popei (Liu, 1947) – horalka Popeova
  - druh Oreolalax puxiongensis (Liu a Fei In Liu, Hu, a Fei, 1979)
  - druh Oreolalax rhodostigmatus (Hu a Fei In Liu, Hu, a Fei, 1979) – horalka červenoskvrnná
  - druh Oreolalax rugosus (Liu, 1943) – horalka drsná
  - druh Oreolalax schmidti (Liu, 1947) – horalka Schmidtova
  - druh Oreolalax weigoldi (Vogt, 1924)
  - druh Oreolalax xiangchengensis (Fei a Huang, 1983) – horalka Feiova